# Miquel Movilă
Miquel Movilă (en romanès Mihai Movilă) fou un Voivoda (Príncep) de Moldàvia l'any 1607.
Fill de Simeó Movilă a la mort del seu pare al setembre de 1607 va ser nomenat Voivoda de Moldàvia. El seu mandat però va ser molt curt, ja que les intrigues de palau provocades per la vídua de Ieremia Movilă, Elisabet Csomortany de Losoncz, provocaren que Mihai fos derrocat i es col·loqués en el seu lloc el fill d'aquesta, Constantin Movilă. Movilă va haver de fugir a Valàquia on més tard moriria. Les seves restes es troben al Monestir de Dealu.